# Richard Trenkel
Richard Trenkel (* 1909 in Warnstedt bei Thale im Harz; † 5. Juli 1964 in Goslar) war ein deutscher Unternehmer und Automobilrennfahrer.

## Leben
Richard Trenkel betrieb in Bündheim bei Bad Harzburg einen Mineralölgroßhandel und besaß überdies einige Tankstellen. In seiner Freizeit war er Rennfahrer und einer der erfolgreichsten Privatfahrer. 1953 gewann er mit einem Glöckler-Porsche  die Deutsche Sportwagenmeisterschaft der Klasse bis 1100 cm³. Dieser Wagen war ein Einzelstück, das Trenkel bei Walter Glöckler in Frankfurt in Auftrag gegeben hatte, ein Roadster, dessen Motor mit Alkoholgemisch 67 PS leistete.  Von 1948 bis 1964 nahm er fast ausschließlich auf Porsche an rund 150 Rundstreckenrennen, Bergrennen und Rallyes teil.

### Sportliche Laufbahn als Automobilrennfahrer
Zu Beginn seiner Karriere nach dem Zweiten Weltkrieg fuhr Trenkel zunächst mit einem Fiat Sportwagenrennen in der zu dieser Zeit populären Klasse bis 1100 cm³. 1949 kaufte er von dem Braunschweiger Kurt Kuhnke (1910–1969) dessen VLK (Vollstromlinien-Leichtbau-Konstruktion). Dieser Wagen mit VW-Motor war ein Renncoupé, das Trenkel zum offenen Rennsportwagen umbauen ließ. Damit wurde er unter anderem 1950 Dritter auf der Solitude, Zweiter auf dem Grenzlandring, und in der Saison 1951 war er Zweiter im Eifelrennen auf dem Nürburgring sowie Sieger im Braunschweiger Prinzenpark-Rennen. Die sieben Runden bzw. 159,670 km auf der Nürburgring-Nordschleife fuhr er in 1:39:48,6 Stunden; Durchschnittsgeschwindigkeit 96 km/h.
1952 ließ sich Richard Trenkel von Glöckler betreuen, erwarb auch einen der damals neuen 1100er Porsche-Motoren und siegte damit unter anderen im Leipziger Stadtparkrennen, auf dem Sachsenring und wurde Zweiter auf der Avus. Mit dem für ihn gebauten Glöckler-Porsche Nr. 5 war er 1953 der erfolgreichste Fahrer der 1100-cm³-Sportwagenklasse. Er gewann das Eifelrennen, siegte auf der AVUS und beim Sportwagenrennen im Rahmen des Großen Preises von Deutschland auf dem Nürburgring, in Halle und in Leipzig. Und trotz eines Unfalls beim Bergpreis von Freiburg-Schauinsland gewann er überlegen die Meisterschaft. Für das erste 1000-km-Rennen auf dem Nürburgring 1953 hatte er in seinen Glöckler-Porsche, der als Vorläufer des Porsche 550 zu sehen ist, einen 1,5-Liter-Motor einbauen lassen und wurde zusammen mit seinem Copiloten Walter Schlüter mit einer Runde Rückstand Vierter im Gesamtklassement. 54 Wagen waren zu diesem Rennen gestartet, 27 kamen ins Ziel. Das Team absolvierte die 43 Runden in 8:53:52 Stunden mit einem Durchschnitt von 110,2 km/h.
1954 gab es die 1100er-Klasse nicht mehr und Trenkel wechselte mit seinem Glöckler-Porsche in die international hart umkämpfte 1500er-Klasse, in der auch die Werkswagen von Porsche und Borgward konkurrierten. Das Ende dieser Saison verlief tragisch. Beim Rennen auf der Bernauer Schleife bei Berlin hatte Trenkel einen Unfall, bei dem er selbst unverletzt blieb, aber drei Mitglieder der Rennleitung starben. Unfallursache war möglicherweise ein Defekt an der Lenkung.

### Ende der Karriere und Tod
Der Unfall belastete Trenkel sehr. Er kaufte sich zwar 1955 einen der neuen Porsche 550 Spyder  und startete damit in Hockenheim und in Halle (jeweils Platz 4) sowie beim Eifelrennen auf dem Nürburgring, verkaufte den Wagen aber mitten in der Saison. Er fuhr fortan nur gelegentlich „just for fun“, wie er sagte, mit einem Porsche Carrera GT Rennen, unter anderem das 1000-Kilometer-Rennen. Ansonsten bestritt er viele Rallyes wie etwa die Rallye Wiesbaden, wo  er 1963 Gesamtelfter wurde, Rallye Bad Homburg, Rallye Avus, Rallye Hanseat. Neben dem Motorsport war der Bobsport ein Hobby von Trenkel. Das war naheliegend; denn sozusagen „vor der Haustür“ gab es in Hahnenklee eine Bobbahn, die bis in die 1960er-Jahre befahren wurde. Mit seinem Zweierbob „Esso“ startete Trenkel bei den Deutschen Meisterschaften 1953, 1954, 1956, 1959.
Im Juli 1964 verunglückte Richard Trenkel auf der Rückfahrt von einem Besuch in Salzgitter tödlich. Auf der B 6 zwischen Othfresen und Goslar beachtete spätnachts ein Wagen an der Kreuzung bei Kunigunde die Vorfahrt nicht, Trenkel kollidierte mit diesem Fahrzeug und starb Stunden nach dem Unfall.

## Einzelergebnisse in der Sportwagen-Weltmeisterschaft
| Saison | Team               | Rennwagen               | 1   | 2   | 3   | 4   | 5   | 6   | 7   | 8   | 9   | 10  | 11  | 12  | 13  | 14  | 15  | 16  | 17  | 18  | 19  | 20  | 21  | 22  |
| ------ | ------------------ | ----------------------- | --- | --- | --- | --- | --- | --- | --- | --- | --- | --- | --- | --- | --- | --- | --- | --- | --- | --- | --- | --- | --- | --- |
| 1953   | Richard Trenkel    | Glöckler-Porsche        | SEB | MIM | LEM | SPA | NÜR | RTT | CAP |     |     |     |     |     |     |     |     |     |     |     |     |     |     |     |
| 1953   | Richard Trenkel    | Glöckler-Porsche        |     | 4   |     |     |     |     |     |     |     |     |     |     |     |     |     |     |     |     |     |     |     |     |
| 1956   | Richard Trenkel    | Porsche 356             | BUA | SEB | MIM | NÜR | KRI |     |     |     |     |     |     |     |     |     |     |     |     |     |     |     |     |     |
| 1956   | Richard Trenkel    | Porsche 356             | DNF |     |     |     |     |     |     |     |     |     |     |     |     |     |     |     |     |     |     |     |     |     |
| 1957   | Richard Trenkel    | Porsche 356             | BUA | SEB | MIM | NÜR | LEM | KRI | CAR |     |     |     |     |     |     |     |     |     |     |     |     |     |     |     |
| 1957   | Richard Trenkel    | Porsche 356             | 32  |     |     |     |     |     |     |     |     |     |     |     |     |     |     |     |     |     |     |     |     |     |
| 1958   | Kurt Ahrens senior | Alfa Romeo Giulietta SV | BUA | SEB | TAR | NÜR | LEM | RTT |     |     |     |     |     |     |     |     |     |     |     |     |     |     |     |     |
| 1958   | Kurt Ahrens senior | Alfa Romeo Giulietta SV | 29  |     |     |     |     |     |     |     |     |     |     |     |     |     |     |     |     |     |     |     |     |     |
| 1963   | Richard Trenkel    | Porsche 356             | DAY | SEB | SEB | TAR | SPA | MAI | NÜR | CON | ROS | LEM | MON | WIS | TAV | FRE | CCE | RTT | OVI | NÜR | MON | MON | TDF | BRI |
| 1963   | Richard Trenkel    | Porsche 356             |     |     |     |     |     |     |     |     | 11  |     |     |     |     |     |     |     |     |     |     |     |     |     |